# Alice et Martin
Alice et Martin is een Franse film van André Téchiné die werd uitgebracht in 1998.

## Verhaal
Martin leeft alleen met zijn moeder. Wanneer hij tien jaar is vindt zijn moeder het hoog tijd dat hij zijn vader leert kennen. Zeer tegen zijn zin wordt Martin naar zijn vader gestuurd. Hij ondervindt vlug dat zijn vader een autoritair man is. Hij maakt ook kennis met zijn stiefmoeder en stiefbroers.
Tien jaar later, vlak na het overlijden van zijn vader die van de trap gevallen is, verdwijnt Martin voor een aantal weken en gaat in barre omstandigheden in een verlaten hut wonen. Als hij betrapt wordt op het stelen van eieren wordt hij overgeleverd aan de politie. Zijn stiefmoeder vergoedt de boer die zijn klacht laat vallen. Martin komt weer vrij en lift naar Parijs. 
Hij zoekt zijn stiefbroer Benjamin op in de hoop er onderdak te krijgen. Benjamin is homoseksueel en woont samen met Alice, een vriendin. Benjamin werkt als bewakingsagent bij een supermarkt en Alice droomt ervan als violiste carrière te maken.
Vrij vlug vindt Martin goed betaald werk als mannequin. Hij maakt de wat oudere en volwassener Alice duidelijk dat hij heel graag bij haar is als hij niet aan het werk is. Ze worden verliefd op elkaar. Spoedig vertelt Martin haar dat hij met haar door het leven wil gaan.
Wanneer Alice ongewild zwanger wordt verliest Martin het bewustzijn. In het ziekenhuis verduidelijkt de dokter dat Martins comateuze toestand niet te wijten is aan een fysisch letsel maar voortkomt uit een psychologisch trauma. 

## Rolverdeling
| Acteur            | Personage                                     |
| ----------------- | --------------------------------------------- |
| Juliette Binoche  | Alice                                         |
| Alexis Loret      | Martin Sauvagnac                              |
| Mathieu Amalric   | Benjamin Sauvagnac, een stiefbroer van Martin |
| Carmen Maura      | Jeanine, de moeder van Martin                 |
| Marthe Villalonga | Lucie Sauvagnac, de vrouw van Victor          |
| Pierre Maguelon   | Victor Sauvagnac, de vader van Martin         |
| Jean-Pierre Lorit | Frédéric Sauvagnac, een stiefbroer van Martin |
| Roschdy Zem       | Robert                                        |